# It's the Arbor Day, Charlie Brown
It's Arbor Day, Charlie Brown (no Brasil: É o Dia da Árvore, Charlie Brown (VTI-Rio) ou Dia da Árvore (SC-SP) é o décimo-quinto especial de TV baseado na tira Peanuts, de Charles M. Schulz, exibido pela primeira vez na CBS em 16 de março de 1976. No Brasil foi exibido pela Rede Record entre 2007 e 2008 (com dublagem da VTI), e também foi distribuído em fitas VHS no início da década de 90 (com dublagem da SC) pela Video Arte do Brasil.
Neste especial ocorre a estréia do personagem Rerun Van Pelt, irmão caçula de Lucy e Lino, e o último com trilha sonora de autoria de Vince Guaraldi, falecido cerca de dois meses antes do lançamento deste desenho animado.

## Sinopse
Sally é humilhada pelos colegas por não entender o objetivo do Dia da Árvore e por isso a professora lhe manda fazer um trabalho sobre o tema. Em seguida ela, acompanhada de Lino, Lucy, Snoopy e Woodstock resolvem fazer um jardim, porém o fizeram no campo de baseball de Charlie Brown, e com isso discorda e os adverte do erro que estão cometendo, mas Lucy não se importa com o fato. Obviamente Charlie Brown fica zangado ao ver o que fizeram com o campo, principalmente porque seu time jogará contra o time de Patty Pimentinha, mesmo assim tira proveito da situação, transformando as árvores em espantalhos, e também o time de Charlie Brown leva vantagem pois Patty Pimentinha não consegue marcar devido ao grande número de fly outs das bolas que atingem as árvores. Schroeder também promete beijar Lucy se ela fizer um home-run, e apesar de ter conseguido ela rejeita Schroeder. Porém quando o time de Charlie Brown está ganhando o jogo é interrompido devido a uma chuva. Sally enfim consegue entregar o trabalho escolar sobre o Dia da Árvore e Patty Pimentinha elogia Charlie Brown pelo campo de baseball e deseja a ele um feliz Dia da Árvore.